# Ḥasan-i Ṣabbāḥ
Ḥasan-i Ṣabbāḥ (in persiano ﺍﻟﺤﺴﻦ ﺍﺑﻦ ﺻﺒﺎﺡ o حسن صباح; Qom, 1034 circa – Alamūt, 1124) fu capo carismatico dei Nizariti, una setta degli Ismailiti (facenti capo quindi alla confessione sciita dell'Islam) conosciuta anche sotto il nome di Assassini (Hašīšiyyūn).

## Biografia
Hasan (o al-Hasan ibn al-Ṣabbāḥ) nacque a Qom, in Persia, da una famiglia sciita, ma crebbe a Rayy (Rei). A 17 anni incontrò per la prima volta un missionario ( dāʿī ) ismailita che, malgrado tutti i suoi sforzi, non riuscì a convertirlo all'Ismailismo. Più tardi si ammalò gravemente e, sconvolto all'idea di morire senza conoscere la Verità, prese contatto con un altro ismailita e finì per convertirsi verso il 1071.
Fu presto notato da un dignitario ismailita di passaggio a Rayy, che lo inviò qualche anno dopo al Cairo, in Egitto. Probabilmente a seguito di problemi politici, dovette tornare in Persia nel 1080 dove passò diversi anni molto attivi e percorrendo il paese per diffondere la propria fede, avendo ai propri ordini un gruppo di uomini che divenne sempre più numeroso. Cominciò allora ad essere considerato pericoloso dalle autorità sunnite e fu ricercato attivamente dal vizir selgiuchide di Malikshāh, Niẓām al-Mulk.
Nel 1090, quando aveva ormai più di 50 anni, fece il suo primo colpo da maestro: la presa incruenta della fortezza di Alamūt, nel nord della Persia, fra Teheran e il mar Caspio. A partire da qui, estese il dominio degli ismailiti nella regione e la loro influenza nel resto della Persia e in Siria. Nel 1094, in seguito a un conflitto di successione per la scelta del futuro Imām sciita, la dottrina ismailita si divise in due tronconi: uno in Egitto (mustaʿlī) e l'altro in Persia (nizārī). Da allora in poi gli ismailiti persiani (nizariti), guidati da Ḥasan ibn al-Ṣabbāḥ, fecero conto sulle loro sole forze. Va notato che Ḥasan non rivendicò mai per sé stesso il titolo di Imām.
Sotto il suo regno si svilupparono gli assassinii politici, e la prima vittima importante fu il vizir Nizām al-Mulk. Gli esecutori erano un gruppo di iniziati che secondo alcune versioni della leggenda venivano viziati in un "paradiso terrestre" in cui si consumavano delizie in compagnia di splendide concubine e si fumava hashish. Gli iniziati sarebbero potuti tornare nel paradiso terrestre solo se avessero eseguito gli ordini del Veglio. È oggi considerata inconsistente la teoria secondo cui agivano sotto l'effetto di canapa, visti gli effetti narcotici e per niente bellicosi della sostanza; in effetti, gli studi più recenti sono tutt'altro che certi che il nome della setta - al-Hašīšiyyūn - derivi dalla parola hashish.
Marco Polo descrisse effettivamente la sua fortezza come un vero paradiso, ricco di un magnifico giardino, di belle fanciulle, di quattro fontane da cui si dice sgorgassero vino, latte, miele e acqua, a somiglianza dei fiumi del Paradiso islamico ed è al viaggiatore veneziano che si deve la notizia secondo la quale Ḥasan avrebbe condizionato i suoi seguaci facendo consumare loro vari tipi di droghe. Va però detto che Marco Polo non può essere stato testimone di nessuno di tali fatti dal momento che Ḥasan prese possesso della fortezza nel 1090, a 56 anni di età, mentre Marco Polo nacque nel 1254 e la fortezza stessa risulta quasi totalmente distrutta da parte di Hulagu Khan solo due anni dopo, ovvero nel 1256. In caso Marco Polo abbia visto una fortezza, si sarà trattato di un'altra.

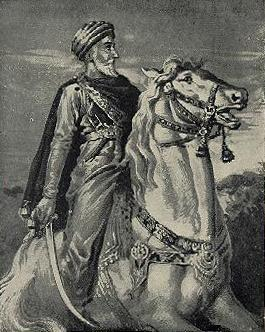
Una rappresentazione artistica di Ḥasan-i Ṣabbāḥ.

Secondo altre fonti, Ḥasan era un uomo austero, che faceva applicare la legge islamica senza tentennamenti. Fece giustiziare due dei suoi figli, uno per aver bevuto vino e l'altro per un'accusa di assassinio. Si racconta che lasciasse molto raramente la propria casa e che abbia scritto molto, ma quasi tutte le sue opere andarono perdute con la distruzione di Alamūt da parte dei Mongoli nel 1256. Morì ad Alamūt, di malattia, nel 1124.

### Scientifica
- Bernard Lewis, Gli Assassini, Milano, A. Mondadori, 1992, ISBN 88-04-35401-1 (trad. dell'originale The Assassins: a Radical Sect in Islam, Londra, Weidenfeld and Nicolson, 1967).
- AA.VV., L'Anello Invisibile, Arktos Edizioni, il libro ipotizza tramite un'analisi storica e delle dottrine esoteriche l'esistenza di rapporti tra Ḥasan-i Ṣabbāḥ i Templari e il tantrismo.

### Non scientifica
- Alfred Jarry, Le Vieux de la montagne (Il vecchio della montagna), dialogo fantastico sull'incontro tra Marco Polo, Gengis Khan e Hassan-Alaodin (1896).
- Amin Maalouf, nel suo romanzo Samarcanda, evoca i rapporti tra Hasan ibn al-Sabbāh e 'Omar Khayyām.
- Vladimir Bartol, nel romanzo storico Alamut prova a descrivere tra ricerca storica e narrazione fantastica, i segreti della fortezza in cui al-Hasan ibn al-Sabbāh avrebbe educato i propri discepoli più fedeli, i fedayn o hašīšīn. Il romanzo è stato tradotto dallo sloveno in altre 18 lingue. La traduzione italiana è di Arnaldo Bressan, ed è stata pubblicata dapprima a Trieste per Editoriale stampa triestina, 1989. ISBN 88-7174-001-7. Una seconda edizione a Milano per Rizzoli, 1993. (Superbur; 146) ISBN 88-17-11446-4.
- Betty Bouthoul, Le Vieux de la Montagne (1958) è una biografia romanzata di Ḥasan-i Ṣabbāḥ. Traduzione italiana di Svevo D'Onofrio: Il Vecchio della Montagna, Adelphi, Milano 2022, ISBN 978-88-459-3704-0.

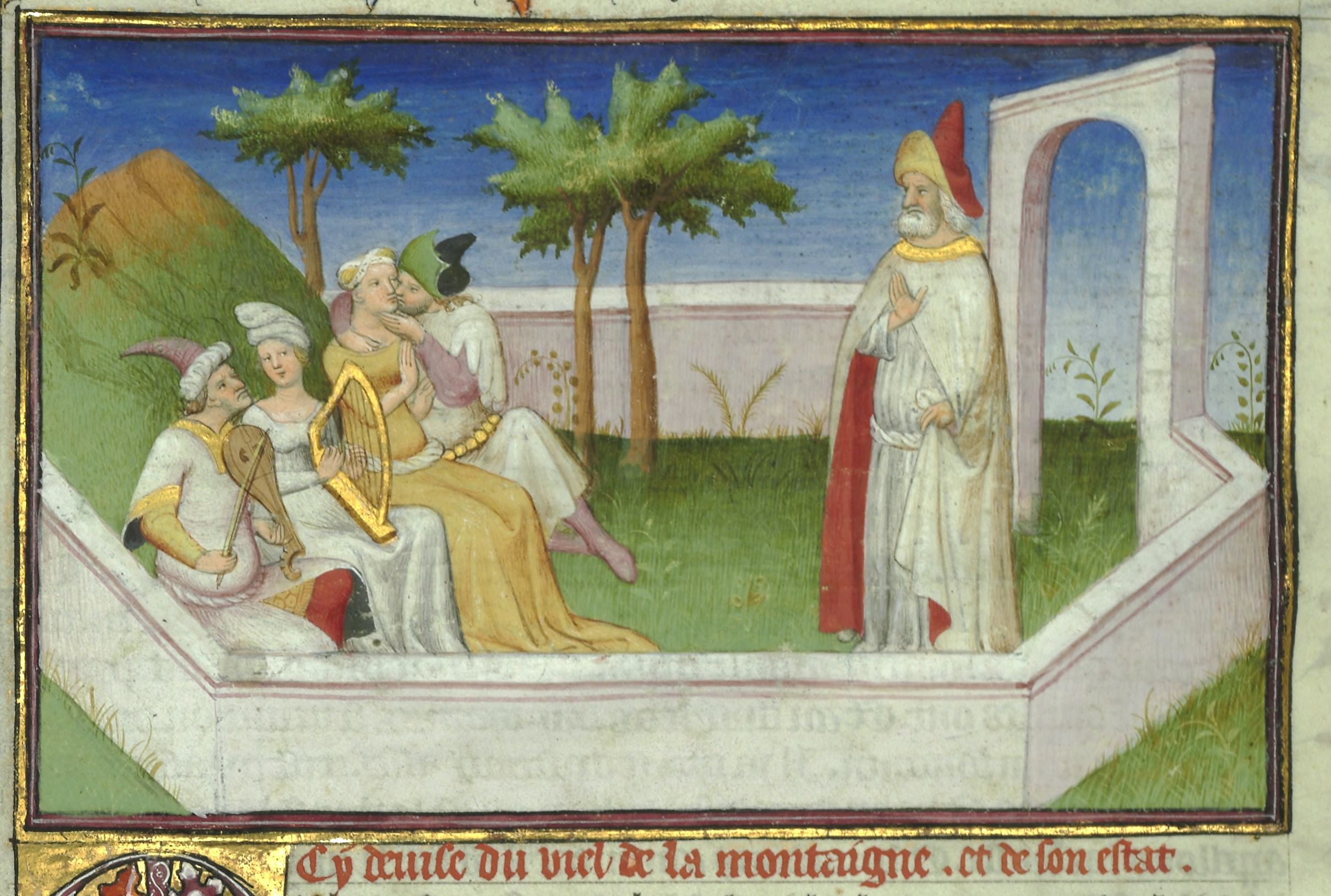
Ḥasan-i Ṣabbāḥ in una miniatura del Livre des merveilles, 1410